# Diatrypella discoidea
Diatrypella discoidea är en svampart som beskrevs av Cooke & Peck 1882. Diatrypella discoidea ingår i släktet Diatrypella och familjen Diatrypaceae.   Inga underarter finns listade i Catalogue of Life.